# Saló de la Fama de la Motocicleta de l'AMA
El Saló de la Fama de la Motocicleta de l'AMA (en anglès, AMA Motorcycle Hall of Fame) és una ramificació de l'AMA dedicada a reconèixer tots aquells que han contribuït a l'esport del motociclisme, a la indústria de la motocicleta o a l'àmbit del motociclisme en general. L'entitat honora anualment les personalitats que considera dignes d'aquesta distinció (especialment nord-americanes, però també d'internacionals) i les incorpora al seu Saló de la Fama.
A banda de gestionar la seva llista de personalitats, l'AMA Motorcycle Hall of Fame funciona també com a museu, amb seu a Pickerington, Ohio (Estats Units), dins el qual s'hi exposen motocicletes i accessoris, equipament motociclista i tota mena de records relacionats amb el motociclisme. Situat als afores de Pickerington, prop de Columbus, el museu es troba al costat de la seu central de l'AMA.